# Черёмуха (приток Волги)
Черёмуха (устар. Черемха́) — река в европейской части России, протекает по Ярославской области и впадает в Волгу в центре Рыбинска.

## Географическое описание
Черёмуха, как правый приток, впадает в Волгу (Горьковское водохранилище) в историческом центре города Рыбинск. Узкий мыс между Черёмухой и Волгой в центре Рыбинска называют Стрелка, районы города по правому берегу Черёмухи имеют общее название «За Черёмухой».
Длина — 73 км, площадь бассейна — 661 км². Ширина русла от 10 до 40 м. Река несудоходная, за исключением устья, которое используется Рыбинским портом для стоянки судов.
Река протекает по Большесельскому и Рыбинскому районам Ярославской области. Исток реки находится на северо-восточной окраине Варегово болота. В верховьях река течет в основном на запад, огибая болото с севера. Здесь русло реки частично спрямлено осушительными работами. Далее река поворачивает на север. По берегам реки расположено более 60 населённых пунктов, детские оздоровительные лагеря. На реке расположено крупное село Михайловское и Кстово. В Кстово расположен санаторий им. В. В. Воровского, специализирующийся на сердечно-сосудистых заболеваниях и лечебно-оздоровительный центр «Кстово».
В нижнем течении в Черёмуху сбрасывают ливневые стоки четыре промышленных предприятия города. Одним из левых притоков Черёмухи является река Коровка, которая впадает в Черёмуху в городской черте Рыбинска. Длина Коровки 23 км, площадь водосбора 177 км². Количество притоков — 24 общей длиной 47 км.

## Притоки Черёмухи

### Ахробость
Ахробость — правый приток Черёмухи. Исток находится к северо-западу от железнодорожной станции Лом непосредственно у железной дороги. Течёт в основном на юг. Протекает по местности в основном лесной и болотистой. Деревни от истока к устью: Лом, Каплино, Поздеевское, Благовещенье. В нижнем течении от деревни Благовещенья до Черёмухи река окружена сложной сетью мелиоративных канав.

### Сдеринога
Сдеринога — левый приток Черёмухи. Исток находится к югу от деревни Лопатино. Течёт в основном на север. Деревни от истока к устью: Большое и Малое Лопатино, Никитинское, Нестерово. В нижнем течении от деревни Никитское до Черёмухи современное русло реки — результат мелиоративных работ.

### Чернавка
Чернавка — правый приток Черёмухи. Исток находится к западу от железнодорожной станции Лом между деревнями Маслетино и Леонтьевское. Течёт в основном на юг. Протекает по местности в основном лесной и болотистой. Деревни от истока к устью: Улитино, Савинское, Печарино, Ваулово (около 1 км от устья).

### Протасовка
Протасовка — левый приток Черёмухи. Исток находится к востоку от деревни Гаврильцево. Течёт в основном на север. Огибает деревню Протасово с запада и впадает в Черёмуху к востоку от деревни Старое Гостилово.

### Языковка
Языковка — правый приток Черёмухи. Исток находится к югу от железнодорожной платформы Пиняги у деревни Вандышево. Течёт в основном на юг. Протекает по местности в основном лесной и болотистой, однако непосредственно на реке лежит ряд деревень и проходит просёлочная дорога, то есть долина реки является транспортной артерией местного значения. Деревни от истока к устью: Вандышево, Палкино, Сельцо, Михеевка, Губино, Леотьевское, Легки, Котыгино, Холкино, Нерезово, Горки, Шарапово. Уровень воды у деревни Леонтьевское — 136,6 м, у устья 123, 5 м.

### Самороковка

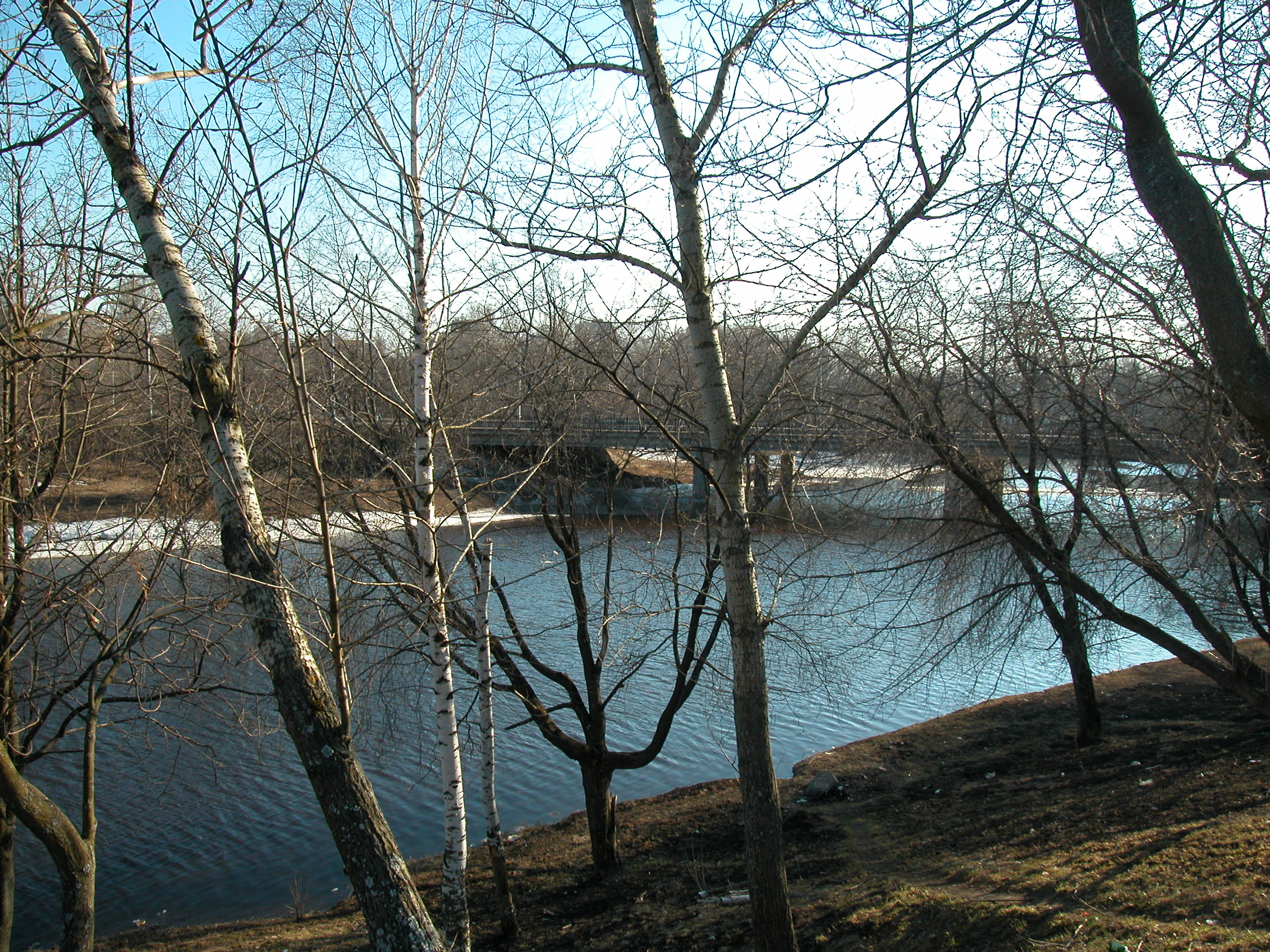
Черёмуха в Рыбинске

Самороковка — правый приток Черёмухи. Исток находится у деревни Каликино. Течёт в основном на юг. Протекает по местности в основном лесной и болотистой, населённых пунктов на реке нет, протекает через урочища Самчарки и Семухино. Впадает в Черёмуху между деревнями Старухино и Саморядово.

### Мормушка
Мормушка — левый приток Черёмухи. Вытекает из Якунинского болота, вблизи урочища Якунино. Течёт в основном на северо-восток, сначала протекает по болотистой лесной местности, но нижняя часть реки плотно заселена. Здесь находятся деревни: Метенино, Угленское, Ивановское, Петровское, Лыткино, Андреевское, Чудиново. Впадает в Черёмуху между деревнями Саморядово и Петраково.

### Иода (Еда)
Иода — наиболее крупный правый приток Черёмухи. В устье Иоды село Михайловское

### Коровка
Коровка — наиболее крупный левый приток Черёмухи. Устье Коровки находится в Рыбинске.